# Zerpa
La Zerpa (dal latino Scirpus, "giunco") è una regione geografica situata in provincia di Verona, tra il fiume Adige a sud-ovest e il torrente Alpone a est; a nord si estende indicativamente fino alla strada provinciale 38 "Porcilana". La zona, paludosa fino alla metà del XX secolo, è stata bonificata dal consorzio di bonifica Zerpano negli anni del boom economico e ora è dedicata all'agricoltura. 

## Storia

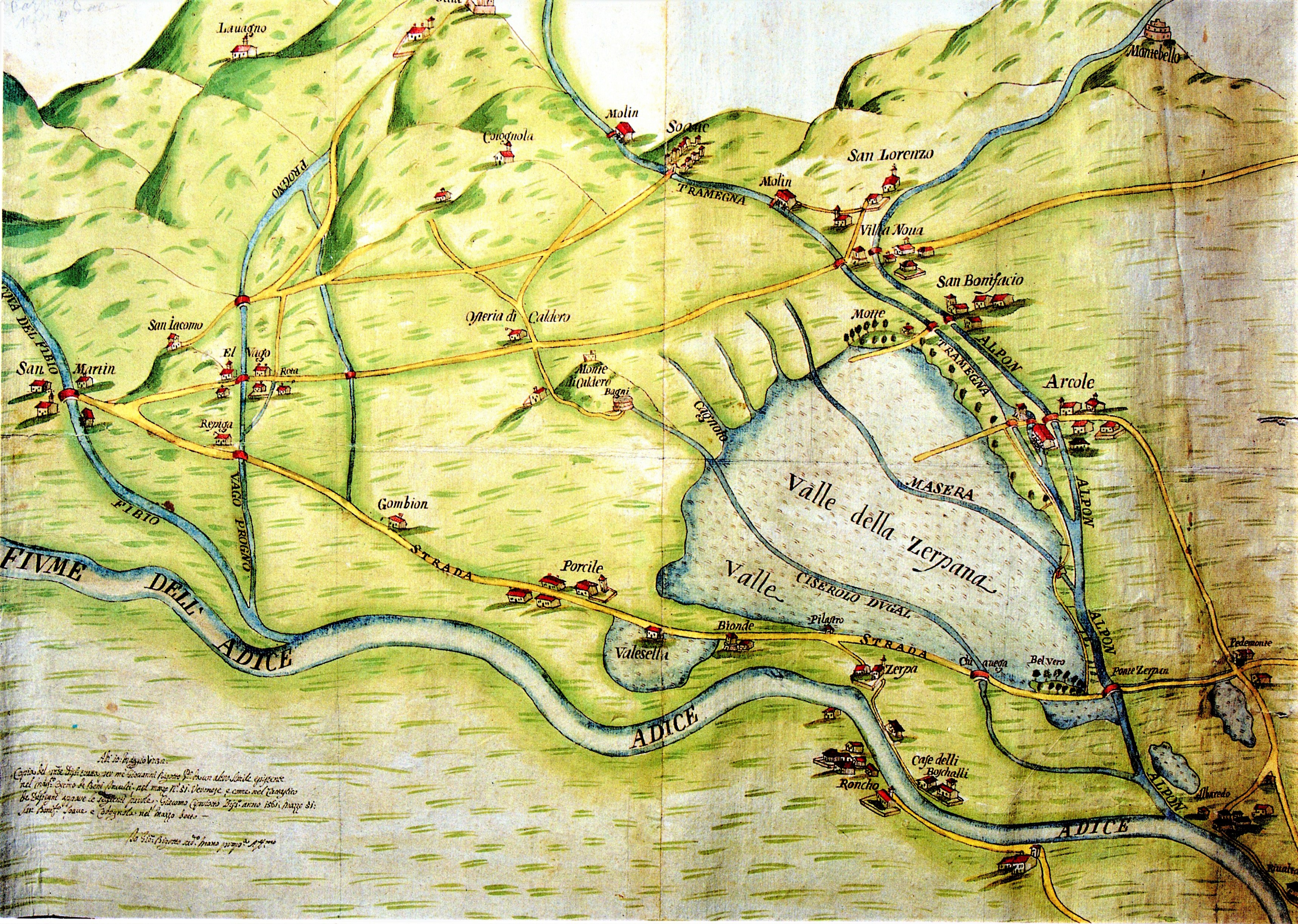
L'est veronese, con al centro la zona della Zerpa, in una mappa di G. Cipriotto del 1561

In età antica la zona era occupata dai borghi di Porcile, Bionde e Zerpa. Gli ultimi due, citati in documenti precedenti l'anno 1000, andarono gradualmente distrutti dalle ripetute piene dell'Adige, mentre Porcile cambiò successivamente nome in Belfiore. Zerpa, in particolare, è menzionata nel 916 in un documento con cui Berengario donava a un suo vassallo la chiesa di San Salvatore; questa chiesa fu distrutta nel 1796 durante la battaglia di Arcole.
Lo stesso Berengario nel 912 aveva fatto costruire una strada, la "via Berengaria" (conosciuta in seguito come "via Porcilana" dato che passava per Porcile), che da San Martino Buon Albergo, dove prendeva inizio dalla via Postumia, raggiungeva Este e Monselice raccordandosi infine con la via Romea. La via Porcilana attraversava la Zerpa oltrepassando l'Alpone nel punto in cui ancora oggi è presente la "botte zerpana", e nel corso dei secoli fu necessario sopraelevarne la carreggiata per preservarla dalle frequenti inondazioni dovute allo straripamento dei fiumi.
Nel Cinquecento la Zerpa passò sotto la proprietà dei conti Serego, che nel 1558 decisero di bonificare la zona paludosa e improduttiva. A tale scopo fu chiesto a Cristoforo Sorte di ideare un ponte canale con un dislivello artificiale che permettesse alle acque di scolo della Zerpa di oltrepassare il torrente Alpone; il ponte fu iniziato a costruire dieci anni dopo e fu terminato nel 1574. Esso fu eretto sul punto in cui già all'inizio del XVI secolo era presente un ponte dotato di torrette, forse con funzione di dogana o di chiusa. Già nel 1587, tuttavia, furono evidenziate delle problematiche che rendevano inutile l'opera; nel 1791 fu fatto un ulteriore tentativo di bonifica e fu in quell'occasione che venne costruito il ponte attuale, progettato dall'architetto veronese Simone Bombieri, dotato di una botte sifone e per questo chiamato Botte Zerpana. In assenza di documentazione diretta, a lungo si è creduto che il ponte visibile oggi fosse quello cinquecentesco, che secondo la tradizione sarebbe stato progettato da Andrea Palladio; tuttavia, nonostante sia vero che il famoso architetto abbia lavorato per i Serego nel Cinquecento, non ci sono fonti che confermano questa ipotesi.
Anche Napoleone Bonaparte, dopo la battaglia di Arcole, diede ordine di prosciugare la palude, che era stata teatro degli scontri tra le sue truppe e quelle austriache, in modo da celebrare la vittoria francese. La Zerpa, tuttavia, rimase in gran parte paludosa fino all'inizio del XX secolo, quando fu costituito il consorzio di bonifica Zerpano per la sistemazione dell'area. Nel 1915 la zona, visitata da Berto Barbarani, era cosparsa di "casoni", capanni di caccia e pesca costruiti con fango e canne, e solcata da bassi canali in cui gli abitanti di Ronco all'Adige e Belfiore si inoltravano per procurarsi anguille, anatre selvatiche e altra selvaggina.
La bonifica completa della Zerpa si è conclusa nel 1978 con la realizzazione di numerosi manufatti, tra cui una nuova botte idraulica che ha messo in comunicazione le acque di scolo della zona con il fiume Fratta.